# Луций Аррений
Луций Аррений (лат. Lucius Arrennius; III век до н. э.) — римский политический деятель эпохи Второй Пунической войны, народный трибун 210 года до н. э. Вместе со своим коллегой Гаем Аррением он пытался помешать избранию консулами Квинта Фабия Максима и Квинта Фульвия Флакка (первый из них был консулом текущего года, а второй в качестве диктатора руководил выборами). В конце концов сенат признал избрание законным, и трибуны подчинились этому решению.
В связи с событиями 206 года до н. э. Тит Ливий упоминает префекта союзников по имени Луций Аррений, попавшего в плен к карфагенянам. Возможно, речь о бывшем народном трибуне.